# Santa Cruz de Bezana
Santa Cruz de Bezana é um município da Espanha na comarca de Santander, província e comunidade autónoma da Cantábria. Tem 17,2 km² de área e em 2021 tinha 13 292 habitantes (densidade: 772,8 hab./km²).

## Demografia
| Variação demográfica do município entre 1991 e 2004 [carece de fontes?] | Variação demográfica do município entre 1991 e 2004 [carece de fontes?] | Variação demográfica do município entre 1991 e 2004 [carece de fontes?] | Variação demográfica do município entre 1991 e 2004 [carece de fontes?] |
| ----------------------------------------------------------------------- | ----------------------------------------------------------------------- | ----------------------------------------------------------------------- | ----------------------------------------------------------------------- |
| 1991                                                                    | 1996                                                                    | 2001                                                                    | 2004                                                                    |
| 5276                                                                    | 7046                                                                    | 9149                                                                    | 9799                                                                    |